# Église Saint-Michel de Passau
L'église Saint-Michel (ou simplement Jesuitenkirche) est un édifice religieux du XVIIe siècle sis à Passau en Allemagne. Construite par les jésuites à partir de 1677, en place d'une église plus ancienne (XIIIe siècle), elle était attenante au collège auquel elle servait pour les activités pastorales et spirituelles. Elle est consacrée à l'archange saint Michel. C'est aujourd'hui l'église du Gymnasium Leopoldinum.

## Historique

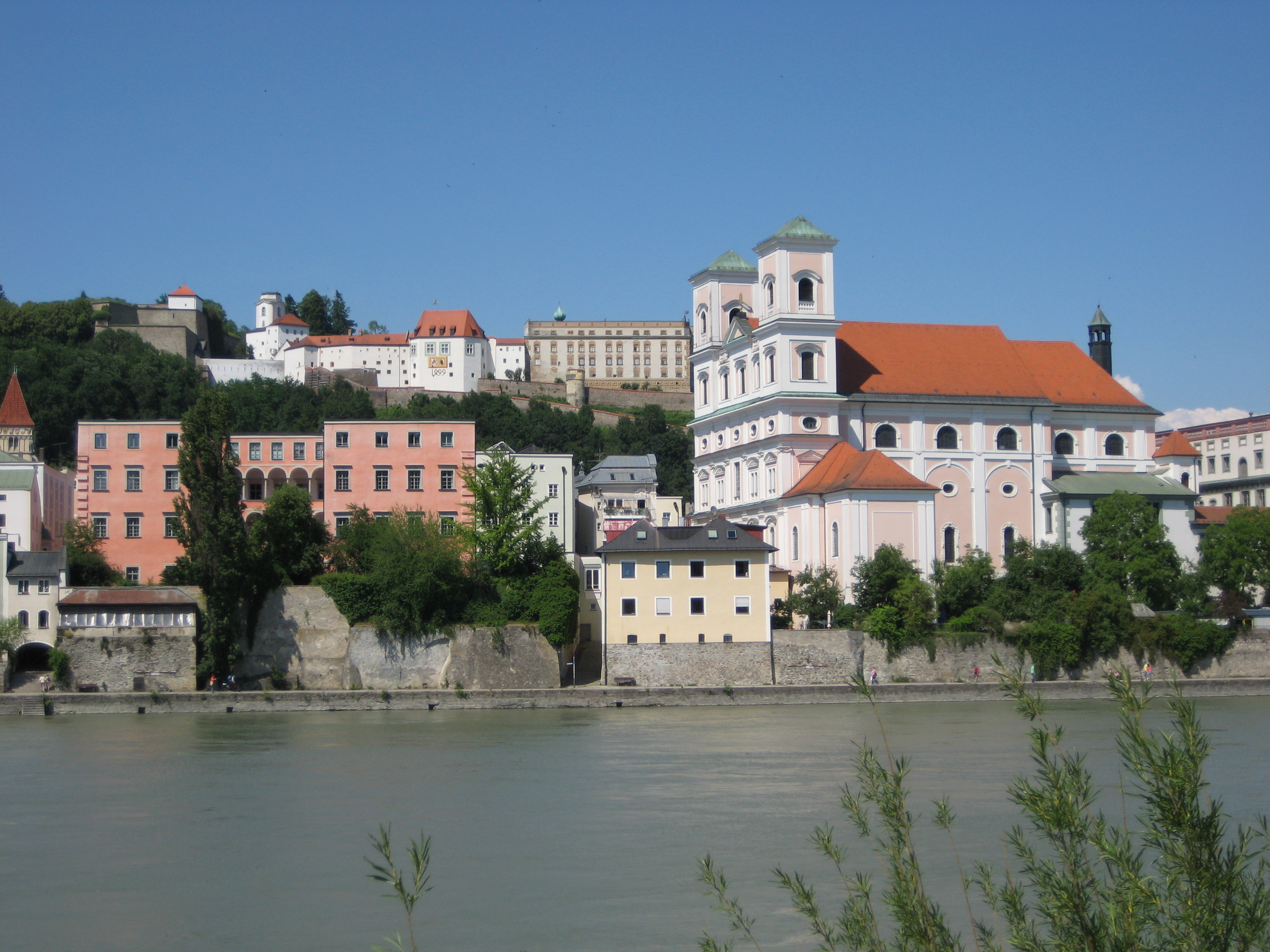
Vue de côté de l'église Saint-Michel

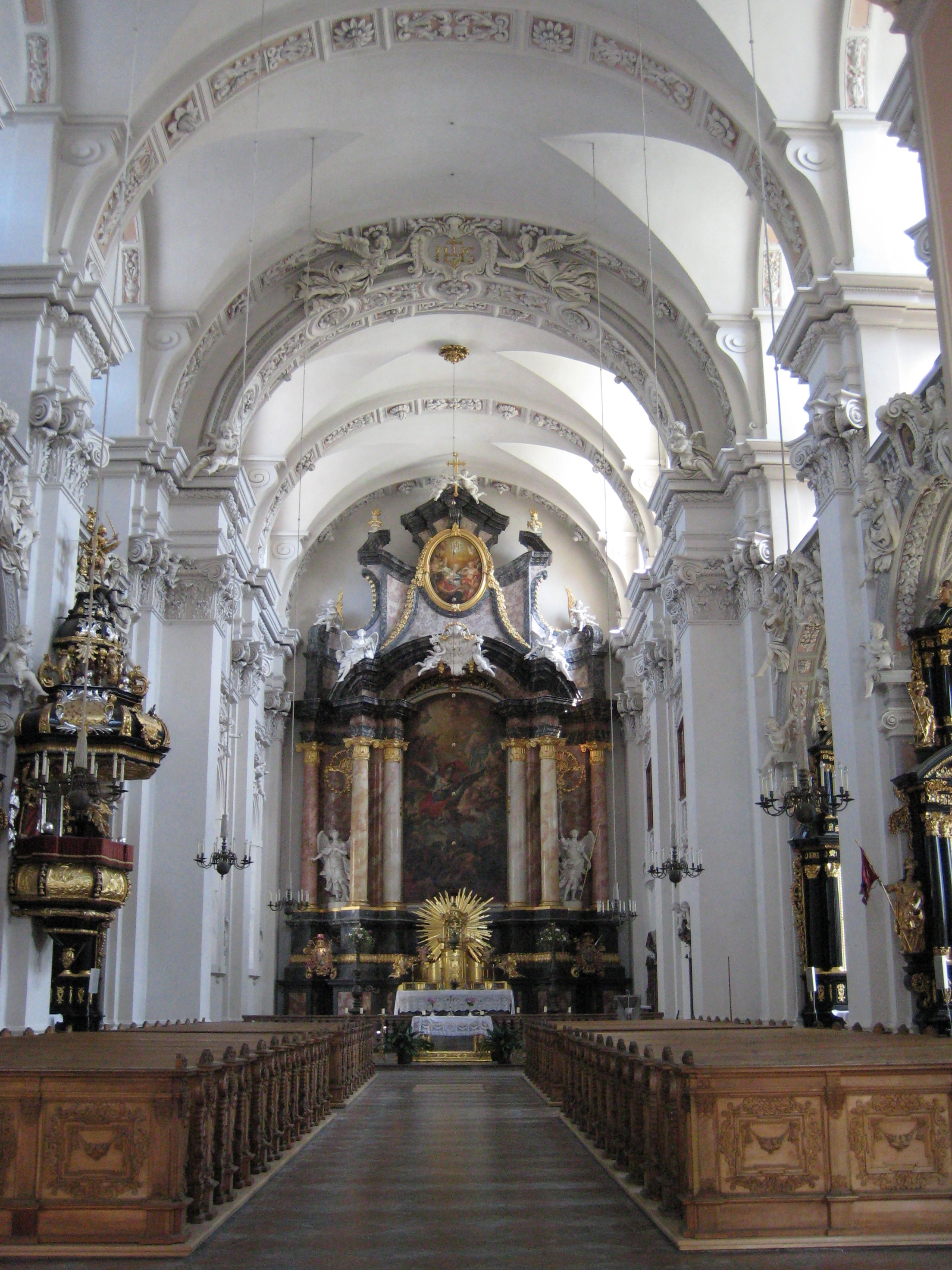
Intérieur de l'église

L'église à deux tours jumelles a été érigée en 1677 pour le collège jésuite de Passau (aujourd'hui Gymnasium Leopoldinum), après que la précédente église eut été détruite par un incendie. Les jésuites font appel à l'architecte Pietro Francesco Carlone. Du côté ouest de la façade se trouve la chapelle Saint-François-Xavier, consacrée au missionnaire et apôtre jésuite de l'Extrême-Orient.
L'intérieur blanc avec ses voûtes en berceau est orné de stucs de Giovanni Battista Carlone datant de 1675-1677. Les six autels latéraux datent de 1678, la chaire de vérité, de 1720-1725. Le décor du maître-autel est conçu en 1712 par Jakob Pawanger, d'après les dessins du jésuite Christoph Tausch. Les grandes statues d'anges sont l'œuvre de Diego Carlone avec des stucs d'Ignaz Albrecht Provisore. Le tableau de l'Ange déchu est peint par Carlo Innocenzo Carlone en 1714.
L'église primitive se trouvait un peu plus au nord et était entourée d'un cimetière. Elle avait été consacrée en 1301. Abandonnée elle laisse la place à la construction du collège jésuite. À l'origine, il était prévu que l'église nouvelle soit construite dans la continuité de l'aile nord du collège.
C'est ici que se trouve la faculté théologique de l'université de Passau (ancienne école supérieure catholique de théologie). L'ancienne église est détruite par un incendie en 1662, avant la fin des travaux de la nouvelle église Saint-Michel, construite plus à l'ouest. Les jésuites utilisaient également entre 1616 et 1677 une chapelle dans le cellier qui sert aujourd'hui d'entrepôt.
La Compagnie de Jésus est dissoute en 1773.

## Source
- (de) Cet article est partiellement ou en totalité issu de l’article de Wikipédia en allemand intitulé « St. Michael (Passau) » (voir la liste des auteurs).